# Olympische Jugend-Sommerspiele 2014/Taekwondo
| Taekwondo bei den II. Olympischen Jugend-Sommerspielen | Taekwondo bei den II. Olympischen Jugend-Sommerspielen |
| Olympische Ringe · Taekwondo                           | Olympische Ringe · Taekwondo                           |
| Informationen                                          | Informationen                                          |
| ------------------------------------------------------ | ------------------------------------------------------ |
| Teilnehmer:                                            | 100 Athleten                                           |
| Datum:                                                 | 17. August–21. August                                  |
| Austragungsort:                                        | Nanjing International Expo Center                      |
| Wettkampfort:                                          | Nanjing                                                |
| Entscheidungen:                                        | 10                                                     |
| ← Singapur 2010                                        | Buenos Aires 2018 →                                    |
| Olympische Ringe                                       | Taekwondo                                              |

| Olympische Jugend-Sommerspiele 2014 (Medaillenspiegel Taekwondo) | Olympische Jugend-Sommerspiele 2014 (Medaillenspiegel Taekwondo) | Olympische Jugend-Sommerspiele 2014 (Medaillenspiegel Taekwondo) | Olympische Jugend-Sommerspiele 2014 (Medaillenspiegel Taekwondo) | Olympische Jugend-Sommerspiele 2014 (Medaillenspiegel Taekwondo) | Olympische Jugend-Sommerspiele 2014 (Medaillenspiegel Taekwondo) |
| Platz                                                            | Mannschaft                                                       | Goldmedaillen                                                    | Silbermedaillen                                                  | Bronzemedaillen                                                  | Gesamt                                                           |
| ---------------------------------------------------------------- | ---------------------------------------------------------------- | ---------------------------------------------------------------- | ---------------------------------------------------------------- | ---------------------------------------------------------------- | ---------------------------------------------------------------- |
| 01                                                               | Chinese Taipei                                                   | 2                                                                | 1                                                                | 1                                                                | 4                                                                |
| 02                                                               | Iran                                                             | 2                                                                | —                                                                | 1                                                                | 3                                                                |
| 03                                                               | Aserbaidschan                                                    | 1                                                                | 1                                                                | —                                                                | 2                                                                |
| 04                                                               | Frankreich                                                       | 1                                                                | —                                                                | 1                                                                | 2                                                                |
| 05                                                               | Brasilien                                                        | 1                                                                | —                                                                | —                                                                | 1                                                                |
| 0                                                                | Kroatien                                                         | 1                                                                | —                                                                | —                                                                | 1                                                                |
| 0                                                                | Thailand                                                         | 1                                                                | —                                                                | —                                                                | 1                                                                |
| 0                                                                | Vereinigte Staaten                                               | 1                                                                | —                                                                | —                                                                | 1                                                                |
| 09                                                               | Belgien                                                          | —                                                                | 1                                                                | 2                                                                | 3                                                                |
| 10                                                               | Deutschland                                                      | —                                                                | 1                                                                | 1                                                                | 2                                                                |
| 0                                                                | Mexiko                                                           | —                                                                | 1                                                                | 1                                                                | 2                                                                |
| 0                                                                | Russland                                                         | —                                                                | 1                                                                | 1                                                                | 2                                                                |
| 0                                                                | Türkei                                                           | —                                                                | 1                                                                | 1                                                                | 2                                                                |
| 0                                                                | Ukraine                                                          | —                                                                | 1                                                                | 1                                                                | 2                                                                |
| 15                                                               | Südkorea                                                         | —                                                                | 1                                                                | —                                                                | 1                                                                |
| 0                                                                | Usbekistan                                                       | —                                                                | 1                                                                | —                                                                | 1                                                                |
| 17                                                               | China                                                            | —                                                                | —                                                                | 4                                                                | 4                                                                |
| 18                                                               | Vereinigtes Königreich                                           | —                                                                | —                                                                | 2                                                                | 2                                                                |
| 19                                                               | Ägypten                                                          | —                                                                | —                                                                | 1                                                                | 1                                                                |
| 0                                                                | Kolumbien                                                        | —                                                                | —                                                                | 1                                                                | 1                                                                |
| 0                                                                | Niederlande                                                      | —                                                                | —                                                                | 1                                                                | 1                                                                |
| 0                                                                | Spanien                                                          | —                                                                | —                                                                | 1                                                                | 1                                                                |

Bei den Olympischen Jugend-Sommerspielen 2014 in der chinesischen Metropole Nanjing wurden zehn Wettbewerbe im Taekwondo ausgetragen.
Die Wettbewerbe fanden vom 17. bis zum 21. August im Nanjing International Expo Center statt.

## Jungen

### Bis 48 kg
| Platz | Land | Athlet            |
| ----- | ---- | ----------------- |
| 1     | IRN  | Mahdi Eshaghi     |
| 2     | TPE  | Wang Chen-Yu      |
| 3     | FRA  | Stephane Audibert |
| 3     | GER  | Daniel Chiovetta  |

Die Wettkämpfe fanden am 17. August statt.

### Bis 55 kg
| Platz | Land | Athlet        |
| ----- | ---- | ------------- |
| 1     | TPE  | Huang Yu-Jen  |
| 2     | KOR  | Joo Donghun   |
| 3     | BEL  | Mohamed Ketbi |
| 3     | ESP  | Jesús Tortosa |

Die Wettkämpfe fanden am 18. August statt.

### Bis 63 kg
| Platz | Land | Athlet                    |
| ----- | ---- | ------------------------- |
| 1     | BRA  | Edival Pontes             |
| 2     | MEX  | Jose Ruben Nava Rodriguez |
| 3     | NED  | Nabil Ennadiri            |
| 3     | GBR  | Christian McNeish         |

Die Wettkämpfe fanden am 19. August statt.
 Eduard Frankford schied im Viertelfinale aus.

### Bis 73 kg
| Platz | Land | Athlet            |
| ----- | ---- | ----------------- |
| 1     | AZE  | Said Guliyev      |
| 2     | GER  | Hamza Adnan Karim |
| 3     | EGY  | Seif Eissa        |
| 3     | IRI  | Danial Salehimehr |

Die Wettkämpfe fanden am 20. August statt.

### Über 73 kg
| Platz | Land | Athlet            |
| ----- | ---- | ----------------- |
| 1     | FRA  | Yoann Miangue     |
| 2     | UKR  | Denys Voronovskyy |
| 3     | TUR  | Talha Bayram      |
| 3     | CHN  | Liu Jintao        |

Die Wettkämpfe fanden am 21. August statt.

## Mädchen

### Bis 44 kg
| Platz | Land | Athletin               |
| ----- | ---- | ---------------------- |
| 1     | THA  | Panipak Wongpattanakit |
| 2     | AZE  | Ceren Ozbek            |
| 3     | TPE  | Chen Zih-Ting          |
| 3     | GBR  | Abigail Stones         |

Die Wettkämpfe fanden am 17. August statt.
 Giuliana Federici schied im Viertelfinale aus.

### Bis 49 kg
| Platz | Land | Athletin                      |
| ----- | ---- | ----------------------------- |
| 1     | TPE  | Huang Huai-Hsuan              |
| 2     | BEL  | Indra Craen                   |
| 3     | MEX  | Mitzi Yemaima Carrillo Osorio |
| 3     | CHN  | Zhan Tian Rui                 |

Die Wettkämpfe fanden am 18. August statt.

### Bis 55 kg
| Platz | Land | Athletin           |
| ----- | ---- | ------------------ |
| 1     | CRO  | Ivana Babic        |
| 2     | TUR  | Fatma Saridogan    |
| 3     | RUS  | Tatjana Kudaschowa |
| 3     | BEL  | Laura Roebben      |

Die Wettkämpfe fanden am 19. August statt.
 Madeline Folgmann schied im Achtelfinale aus.

### Bis 63 kg
| Platz | Land | Athletin                    |
| ----- | ---- | --------------------------- |
| 1     | IRI  | Kimia Alisadeh              |
| 2     | RUS  | Yulia Turutina              |
| 3     | COL  | Debbie Natalia Yopasa Gomez |
| 3     | CHN  | Zhang Chen                  |

Die Wettkämpfe fanden am 20. August statt.

### Über 63 kg
| Platz | Land | Athletin         |
| ----- | ---- | ---------------- |
| 1     | USA  | Kendall Yount    |
| 2     | UZB  | Umida Abdullaeva |
| 3     | CHN  | Li Chen          |
| 3     | UKR  | Yuliia Miiuts    |

Die Wettkämpfe fanden am 21. August statt.